# بنجامين وايس
بنجامين وايس (بالعبرية: בנימין וייס‏) هو رياضياتي إسرائيلي، ولد في 1941 في نيويورك في الولايات المتحدة.